# Отт, Виктор Иоганесович
Ви́ктор Иога́несович Отт (4 августа 1948, Похвистнево Куйбышевской области — 18 сентября 2022). В 1996—1998 годах — и. о. Министра топлива и энергетики Российской Федерации.

## Биография
В 1972 году окончил Куйбышевский политехнический институт по специальности «горный инженер». Кандидат технических наук.
В 1966—1975 годах — инженер НГДУ «Первомайнефть» ПО «Куйбышевнефть» (г. Отрадный). В 1978—1981 годах — главный инженер НГДУ «Покачевнефть» ПО «Нижневартовскнефтегаз» (город Нижневартовск). В 1981—1989 годах — начальник управления внутреннего сбора и компримирования газа, главный инженер, генеральный директор ПО «Нижневартовскнефтегаз» (город Нижневартовск). В 1989—1991 годах — главный инженер ПО «Тенгизнефтегаз» (Казахская ССР).
В 1991 — первый заместитель генерального директора — главный инженер НПО «Тюменьнефтегаз», затем — вице-президент Государственной корпорации «Роснефтегаз» (город Москва). В марте 1992—1993 год — председатель Комитета нефтяной промышленности Министерства топлива и энергетики Российской Федерации. В 1993—1996 годах — заместитель председателя попечительского совета и первый вице-президент АО НК «Роснефть», член совета директоров; В 1996—1998 годах — первый заместитель Министра топлива и энергетики Российской Федерации.  С 10 июля 1997 — 24 апреля 1997 и с 23 марта 1998) временно исполнял обязанности министра, в ноябре 1998 г. был освобожден от должности по собственной просьбе; член совета директоров ОА «КомиТЭК»; был председателем Совета директоров АО «Транснефть» (до октября 1998 г.). С 1999 г. — генеральный директор ЗАО НК «Стройтрансгазойл» (город Москва).

## Семья
Состоял в браке, в котором было две дочери.

## Звания и награды
- Почётный нефтяник (1995).
- Орден «Знак Почёта» (1986),
- Орден Почёта (1998 г.).